# Hermotimini
Hermotimini è una tribù di ragni appartenente alla sottofamiglia Euophryinae della famiglia Salticidae dell'ordine Araneae della classe arachnida.

## Distribuzione
Dei quattro generi oggi noti di questa tribù, 2 sono diffusi in Africa occidentale, una è endemica di Panama e l'ultima di Vanuatu. La notevole separazione geografica fra questi generi può essere indice di vari altri generi da scoprire oppure della necessità di riesaminare gli esemplari per meglio definirne le caratteristiche ai fini della tassonomia.

## Tassonomia
A dicembre 2010, gli aracnologi riconoscono quattro generi appartenenti a questa tribù:
- Bokokius Roewer, 1942 — Bioko (Golfo di Guinea) (1 specie)
- Gorgasella Chickering, 1946 — Panama (1 specie)
- Hermotimus Simon, 1903 — Africa occidentale (1 specie)
- Tatari Berland, 1938 — Vanuatu (1 specie)